# Australobius sumatranus
Australobius sumatranus är en mångfotingart som först beskrevs av Filippo Silvestri 1894.  Australobius sumatranus ingår i släktet Australobius och familjen stenkrypare. Inga underarter finns listade i Catalogue of Life.